# Giuseppe Castelli
Giuseppe Castelli   (Frugarolo, 5 d'octubre de 1907 - Milà, 19 de desembre de 1942) va ser un atleta italià, especialista en curses de velocitat, que va competir durant les dècades de 1920 i 1930.
El 1928 va prendre part en els Jocs Olímpics d'Amsterdam, on va disputar dues proves del programa d'atletisme. En ambdues, 4x100 metres relleus i 200 metres quedà eliminat en sèries. Quatre anys més tard, als Jocs de Los Angeles, guanyà la medalla de bronze en els 4x100 metres relleus formant equip amb Gabriele Salviati, Ruggero Maregatti i Edgardo Toetti.
Va morir al front de Rússia durant la Segona Guerra Mundial.

## Millors marques
- 100 metres llisos. 10.9" (1928)
- 200 metres llisos. 22.4" (1928)[1]